# ギルビー・クラーク
ギルビー・クラーク （Gilby Clarke, 本名：Gilbert John Clarke, 1962年8月17日 - ）はアメリカのロックバンド、ガンズ・アンド・ローゼズにイジー・ストラドリンの後任のギタリストとして加入。（その後脱退）オハイオ州クリーブランド出身。シンガー・ソングライターとしても幅広く活躍。現在ソロ活動中。

## 来歴
GN'Rの前任であるイジー・ストラドリンと同じ頃、ロサンゼルスに移住。
1985年、「CANDY」のギタリストとしてデビュー（Geoff "Rexx" Siegelの後任として加入）
1990年、「Kill for Thrills」でギター兼ヴォーカルを務める。
1991年、イジー・ストラドリンの後任としてガンズ・アンド・ローゼズに加入
ユーズ・ユア・イリュージョン・ワールドツアーで来日
当時スラッシュは、「イジーの後任を探すためにスタジオに呼んだのは彼一人で、実際に適任だった。すぐにユーズ・ユア・イリュージョンのワールドツアーが始まったため、かなりの短期間ですべての曲を覚えなくてはならず、大変だったと思う。」と話していた。
1994年、初のソロ・アルバム「Pawnshop Guitars」発表。（アクセル・ローズをはじめGN'Rのメンバーもゲスト参加）
　　　　GN'R解雇される。
1995年、スラッシュの「スラッシュズ・スネイクピット」に参加。来日公演。（スネイクピットの来日の前にもソロで来日予定だったが、直前で公演が中止となった。）
2001年、ソロ・アルバム「SWAG」リリース。
2006年、「Rock Star Supernova」に参加。（モトリー・クルーのトミー・リーやメタリカのジェイソン・ニューステッドが参加）
2007年、「Gilby Clarke」リリース。
2008年　ソロ来日公演
2010年1月　バイクを運転中、トラックにひき逃げされ、両足骨折の重傷を負う。現在歩行訓練中。

## アルバム

### ガンズ・アンド・ローゼス
- ザ・スパゲッティ・インシデント?(1993)
- ライヴ・エラ '87〜'93 (1999)
- グレイテスト・ヒッツ (ガンズ・アンド・ローゼズのアルバム)(2004)

### スラッシュズ・スネイクピット
- "It's Five o'clock Somewhere" （1995） Geffen Records

### キャンディ
- ファットエバー・ハプンド・トウ・ファン（1985）Mercury Records

### キル・フォー・スリルズ
- コマーシャル・スーサイド（1988） World of Hurt
- ダイナマイト・フロム・ナイトメアランド（1990） MCA Records

### ソロ
- ポーンショップ・ギターズ（1994） Virgin Records
- "Blooze" （1995） Virgin Records
- ハングオーバー（1997） Paradigm Records
- ラバー（1998） Pavement Music
- "99 ライブ" （1999） Radio Mafia Records
- Col. Parker - "ロックン・ロール・ミュージック（2001）V2 Records
- ナンシー・シナトラ：カリフォルニア・ガール（2002） Buena Vista Records
- スワッグ　（2002） Spitfire Records
- ロック・スタースーパーノヴァ：Supernova (2006)Epic Records
- ギルビー・クラーク （2007） Spitfire Records
- ゴスペル　トゥルース　（2021）The Gospel Truth